# Coptops mindanaonis
Coptops mindanaonis là một loài bọ cánh cứng trong họ Cerambycidae.